# Alak jezik
Alak jezik (hrlak; ISO 639-3: alk), jedan od šest centralnobahnarskih jezika, šire bahnarske skupine, kojim govori 4 000 ljudi (Bradley 2007) u Laosu, u provincijama Saravan i Sekong.
Pripadnici etničke grupe zovu se Alak ili Hrlak.

## Vanjske poveznice
- Ethnologue (14th)
- Ethnologue (15th)